# Beta2 Cygni
Título a ser usado para criar uma ligação interna é Beta2 Cygni.
Beta2 Cygni (6 Cygni) é uma estrela na direção da constelação de Cygnus. Possui uma ascensão reta de 19h 30m 45.40s e uma declinação de +27° 57′ 55.0″. Sua magnitude aparente é igual a 5.12. Considerando sua distância de 376 anos-luz em relação à Terra, sua magnitude absoluta é igual a −0.19. Pertence à classe espectral B8V.